# 박현욱 (1955년)
박현욱(朴賢煜, 1955년 2월 23일 ~ )은 대한민국의 정치인이다. 부산시의회의원을 역임했으며 제5·6·7대 부산 수영구청장을 지냈다. 본관을 울산이며, 부산 남구 출생이다.

## 학력
- 대연초등학교 졸업
- 부산개성중학교 졸업
- 부산동성고등학교 졸업
- 동아대학교 졸업
- 부산외국어대학교 국제경영대학원 졸업(경영학 석사)

## 경력
- 광안여자중학교(현.한바다중학교) 운영위원장
- 한국 환경보호운동실천연합 자문위원
- 아코르 청소년 오케스트라 고문
- 부산광역시 주차문화 선진 기획단 기획위원
- 부산광역시 물류정책위원
- 부산광역시 버스, 택시 교통개선 위원
- 부산광역시 도시교통정책 자문위원회 위원
- 광안리 바다빛 미술관 심사위원
- 경성대학교 민족공동체 지도자과정 수료
- 도덕국가건설연합 수영구 지부장
- 재단법인 남촌장학회 이사
- 수영구 청년연합회 고문
- 부산 장애인 총연합회 수영구 지부 자문위원
- 수영구 초등학교 운영위원장 협의회 회장
- 부산광복 60주년 기념사업 추진위원회 추진위원
- 남북한 통일문제협의회 자문위원
- 부산광역시 재해영향평가 심의위원회 위원
- 부산광역시 건축위원회 위원
- 부산교통공사 운영위원
- 부산광역시 국제 건축 문화재 조직위원회 이사
- APEC 범시민지원 협의회이사
- 한나라당 전국위원회 위원
- 한나라당 수영구지구당 사무국 국장
- 한나라당 부산광역시당 운영위원
- 대한민국 R.O.T.C. 재부부회장(16기)
- 동아대학교 총동문회 부회장
- 제3대 부산시의회 의원(한나라당, 부산시 수영구)
- 부산광역시의회 건설교통위원장(재선)
- 제4대 부산시의회 의원(한나라당, 부산 수영구2)
- 제5~7대 부산 수영구청장(3선, 새누리당,2006년 7월 ~ 2018년 6월)
- 전국시장군수구청장협의회 감사 및 부산광역시시장군수협의회 회장
- 자유한국당 중앙연수원 부원장
- 국민의힘 박형준 4·7재보궐선거 부산시장 예비후보 ‘내게 힘이 되는 캠프’ 선거대책위원회 수석 부위원장 겸 지역직능 총괄본부장
- 국민의힘 윤석열 제20대 대통령 선거 예비후보 국민캠프 지역본부 권역별 선거대책위원회 부산광역시 선거대책위원회 총괄본부장
- 국민의힘 부산 살리는 선거대책위원회 선거대책본부 시민소통총괄본부장

## 역대 선거 결과
|  | 63.20% |

|  | 0% |

|  | 75.98% |

|  | 63.75% |

|  | 62.10% |